# Indalecio Varela Lenzano
Indalecio Varela Lenzano (La Coruña el 10 de abril de 1856 - Orense el 14 de junio de 1940) fue un musicólogo y crítico de musical español.

## Trayectoria
Vivió en Lugo, donde trabajó como funcionario de la Diputación Provincial dedicándose a los estudios musicales y a actividades artísticas y culturales. Estudió solfeo y canto con Juan Montes, con el que mantuvo una gran amistad. Fue uno de los fundadores de la Real Academia Gallega.